# Vuelta a España 1965
La 20.ª edición de la Vuelta a España se disputó del 29 de abril al 16 de mayo de 1965, con un recorrido de 3409 km dividido en 18 etapas, dos de ellas dobles, con inicio en Vigo y final en Bilbao.
Tomaron la salida 100 corredores, 48 de ellos españoles, repartidos en 10 equipos de los que solo lograron finalizar la prueba 51 ciclistas.
Raymond Poulidor, segundo clasificado, no pudo revalidar el triunfo de la edición anterior y fue su compañero de equipo, el alemán Rolf Wolfshohl, quien se impuso en la clasificación general cubriendo la prueba a una velocidad media de 36,954 km/h. Rik Van Looy, tercero en la general y ganador de ocho etapas, fue el vencedor en la clasificación por puntos, y Julio Jiménez se adjudicó la clasificación de la montaña.
De las etapas disputadas, siete fueron ganadas por ciclistas españoles.

## Etapas
| Etapa | Recorrido                           | Km       | Ganador de la etapa     | Líder de la clasificación general |
| 1.ª   | Vigo                                | 168      | Rik Van Looy            | Rik Van Looy                      |
| 2.ª   | Pontevedra-Lugo                     | 150      | Rik Van Looy            | Rik Van Looy                      |
| 3.ª   | Lugo-Gijón                          | 247      | Rudi Altig              | Rik Van Looy                      |
| 4.ªa  | Mieres-Pajares                      | 41 (CRI) | Raymond Poulidor        | Rik Van Looy                      |
| 4.ªb  | Pajares-Palencia                    | 189      | Carlos Echeverría       | Raymond Poulidor                  |
| 5.ª   | Palencia-Madrid                     | 238      | Fernando Manzaneque     | Raymond Poulidor                  |
| 6.ª   | Madrid-Cuenca                       | 161      | Manuel Martín Piñera    | Raymond Poulidor                  |
| 7.ª   | Albacete-Benidorm                   | 212      | Rik Van Looy            | Raymond Poulidor                  |
| 8.ª   | Benidorm-Sagunto                    | 174      | Jean Claude Wuillemin   | Rolf Wolfshohl                    |
| 9.ª   | Sagunto-Salou                       | 237      | Rik Van Looy            | Rolf Wolfshohl                    |
| 10.ªa | Salou-Barcelona                     | 115      | Frans Melckenbeeck      | Rolf Wolfshohl                    |
| 10.ªb | Barcelona                           | 50       | Julio Jiménez           | Rolf Wolfshohl                    |
| 11.ª  | Barcelona- Andorra                  | 241      | Esteban Martín          | Rolf Wolfshohl                    |
| 12.ª  | Andorra-Lérida                      | 158      | Rik Van Looy            | Rolf Wolfshohl                    |
| 13.ª  | Lérida-Zaragoza                     | 190      | José Martín Colmenarejo | Rolf Wolfshohl                    |
| 14.ª  | Zaragoza-Pamplona                   | 193      | Rik Van Looy            | Rolf Wolfshohl                    |
| 15.ª  | Pamplona- Bayona                    | 149      | Rik Van Looy            | Rolf Wolfshohl                    |
| 16.ª  | Saint-Pée-sur-Nivelle-San Sebastián | 61 (CRI) | Raymond Poulidor        | Rolf Wolfshohl                    |
| 17.ª  | San Sebastián-Vitoria               | 214      | Rik Van Looy            | Rolf Wolfshohl                    |
| 18.ª  | Vitoria-Bilbao                      | 222      | Manuel Martín Piñera    | Rolf Wolfshohl                    |

## Equipos participantes
| Equipo       | Jefe de filas     |
| Mercier-BP   | Raymond Poulidor  |
| Ferrys       | Jaime Alomar      |
| Solo-Superia | Willy Derboven    |
| KAS          | Carlos Echeverría |
| Portugal     | Mario Silva       |

| Equipo               | Jefe de filas         |
| Ford-Gitane          | Lucien Aimar          |
| Montjuich-Tedi       | Claude Mattio         |
| Margnat-Paloma-Inuri | Rudi Altig            |
| Olsa                 | Francisco López Muñoz |
| Wiel's-Groene Leeuw  | Joseph Timmermann     |

## Clasificaciones
En esta edición de la Vuelta a España se diputaron cinco clasificaciones que dieron los siguientes resultados:
| \| 1. \| Rolf Wolfshohl \| Alemania Occidental \| MER \| 92h 36' 03s \| \| \| 2. \| Raymond Poulidor \| Francia \| MER \| a 6' 36s \| \| \| 3. \| Rik Van Looy \| Bélgica \| SOL \| a 8' 55s \| \| \| 4. \| Fernando Manzaneque \| España \| FER \| a 12' 48s \| \| \| 5. \| Carlos Echeverría \| España \| KAS \| a 15' 54s \| \| \| 6. \| Francisco Gabica \| España \| KAS \| a 20' 03s \| \| \| 7. \| Hans Junkermann \| Alemania Occidental \| INU \| a 20' 13s \| \| \| 8. \| Jean Claude Wuillemin \| Francia \| MON \| a 20' 13s \| \| \| 9. \| Antonio Gómez del Moral \| España \| KAS \| a 23' 04s \| \| \| 10. \| Federico Martín Bahamontes \| España \| INU \| a 23' 13s \| \| |                            |                     |     |             |  |
| 1. | Rolf Wolfshohl             | Alemania Occidental | MER | 92h 36' 03s |  |
| 2. | Raymond Poulidor           | Francia             | MER | a 6' 36s    |  |
| 3. | Rik Van Looy               | Bélgica             | SOL | a 8' 55s    |  |
| 4. | Fernando Manzaneque        | España              | FER | a 12' 48s   |  |
| 5. | Carlos Echeverría          | España              | KAS | a 15' 54s   |  |
| 6. | Francisco Gabica           | España              | KAS | a 20' 03s   |  |
| 7. | Hans Junkermann            | Alemania Occidental | INU | a 20' 13s   |  |
| 8. | Jean Claude Wuillemin      | Francia             | MON | a 20' 13s   |  |
| 9. | Antonio Gómez del Moral    | España              | KAS | a 23' 04s   |  |
| 10. | Federico Martín Bahamontes | España              | INU | a 23' 13s   |  |

| \| 1. \| Rik Van Looy \| Bélgica \| SOL \| 243 puntos \| \| 2. \| Frans Verbeeck \| Bélgica \| GRO \| 195 puntos \| \| 3. \| Michel Grain \| Francia \| FOR \| 191 puntos \| |                |         |     |            |
| 1. | Rik Van Looy   | Bélgica | SOL | 243 puntos |
| 2. | Frans Verbeeck | Bélgica | GRO | 195 puntos |
| 3. | Michel Grain   | Francia | FOR | 191 puntos |

| \| 1. \| Julio Jiménez \| \| KAS \| 62 puntos \| \| 2. \| Antonio Gómez del Moral \| España \| KAS \| 47 puntos \| \| 3. \| Esteban Martín \| España \| FER \| 38 puntos \| |                         |                   |     |           |
| 1. | Julio Jiménez           | Bandera de España | KAS | 62 puntos |
| 2. | Antonio Gómez del Moral | España            | KAS | 47 puntos |
| 3. | Esteban Martín          | España            | FER | 38 puntos |

| \| 1. \| José Segu \| España \| MON \| 22 puntos \| |           |        |     |           |
| 1.                                                  | José Segu | España | MON | 22 puntos |

| \| 1. \| Mercier - BP \| Francia \| MER \| 277h 53' 09s \| |              |         |     |              |
| 1.                                                         | Mercier - BP | Francia | MER | 277h 53' 09s |